# Adelaida del Vasto
Adelaida del Vasto (Adelasia o Azalaïs), que nació en 1075 y murió el 16 de abril de 1118, fue condesa de Sicilia como la tercera esposa de Roger I de Sicilia, y consorte del Reino de Jerusalén por matrimonio con Balduino I de Jerusalén. Sirvió como regente de Sicilia durante la minoría de su hijo Roger II de Sicilia desde 1101 hasta 1112.

## Familia
Era hija de Manfredo del Vasto, hermano de Bonifacio del Vasto, marqués de Savona y de la Liguria Occidental y Anselmo del Vasto. Su tío tenía mucha influencia política en la región de Liguria ya que un documento que relata las hazañas de Roger lo describe como el marqués más famoso de Italia. La familia de su padre era descendiente directa de una rama del Aleramici, importante familia feudal piamontesa de origen franco, compartiendo una descendencia común desde Aleramo de Montferrato con los marqueses de Montferrat. Sus hermanos fundaron las líneas de los marqueses de Saluzzo, de Busca, de Lancia, de Ceva y de Savona.
Sus abuelos paternos fueron Teto II del Vasto y su esposa Berta de Turín, hija del marqués Ulrico Manfredo II de Turín.

## Condesa consorte de Sicilia
En 1089, Adelaida, de 14 años, se casó con Roger I, de 58 años, mientras que su hermana se casó con el hijo ilegítimo de Roger, Jordan. Roger I murió en 1101 y Adelaida gobernó como regente de Sicilia para sus hijos pequeños Simón y Roger II. Adelaida era muy joven cuando se convirtió en regente; solo tenía 26 años en ese momento. Durante su mandato, el emir Christodulus ascendió a la cumbre de la corte y Palermo se estableció como la capital del reino.
Casi inmediatamente después de que Adelaida asumió el cargo de regente estallaron rebeliones en partes de Calabria y Sicilia. Las escrituras del monje benedictino normando Orderico Vital cuentan que Adelaida puso fin a estos episodios de insurgencia con severidad. Sin embargo, el uso de una gran fuerza para reprimir tales rebeliones no empañó su reputación como gobernante. De hecho, la «Historia de Roger I» del abad Alexander de Telese describe a Adelaida como una mujer muy prudente, pues ejerció los cuidados del gobierno y gobernó el condado. Una carta griega y árabe de 1109 describe a Adelaida como la gran gobernante femenina, la «malikah» de Sicilia y Calabria, la protectora de la fe cristiana.
El hijo mayor de Adelaida, Simón, fue entronizado cuando tenía nueve años, pero murió en 1105 a los doce años, dejando a Adelaida como regente hasta que Roger II, de diez años, alcanzó su mayoría de edad en 1112, y tenía la edad apropiada para reinar a los 17. El segundo hijo de Adelaida, Roger II, tomó el control del reino en 1112, pero hay pruebas de que Adelaida siguió desempeñando un papel central en el gobierno de la isla, ya que su firma aún se puede ver en los documentos oficiales incluso después de 1112.
Adelaida y Roger II después de ella, decidieron gobernar con la ayuda de funcionarios locales en lugar de importar un séquito de asesores extranjeros ya que reconocen la gran ventaja de su familiaridad con la isla, su gente y sus culturas. Del mismo modo, tuvo el cuidado de donar generosamente locales a los monasterios griegos en Sicilia como una forma de ganarse el favor de las autoridades religiosas preexistentes.
Ya sea por su influencia o bajo su regencia, a su hermano Enrique del Vasto se le concedieron Paternò y Butera. Enrique estaba casado con Flandina, hija del conde «Roger I de Calabria y Sicilia».

## Reina consorte de Jerusalén
Mientras tanto, en el reino de Jerusalén, después de la muerte de la primera esposa de Balduino I de Jerusalén, Godehilde, durante la Primera cruzada, Balduino se casó con una armenia noble conocida como Arda. Arda fue muy útil en una alianza con los armenios mientras que Balduino era el conde de Edesa, pero cuando se convirtió en rey de Jerusalén en 1100 le pareció que estaba poco acostumbrado para una esposa armenia por lo que Arda fue obligada a entrar en un convento alrededor de 1105.
En 1112 se buscó un nuevo matrimonio para el rey. Arnulfo de Chocques, patriarca latino de Jerusalén, sugirió que Balduino se casara con Adelaida, ya que Roger II ya era lo suficientemente mayor para gobernar solo a Sicilia. Balduino envió embajadores a Sicilia, y de alguna manera aceptó cualquier condición que Adelaida pudiera poner; Adelaida exigió que su hijo, si tuvieran uno, heredara Jerusalén, y si no tuvieran hijos, el reino pasaría a su propio hijo Roger II. Adelaida trajo consigo una enorme cantidad de dinero que tanto se necesitaba, así como algunos arqueros musulmanes y otros mil soldados sicilianos.
Adelaida estaba entrando en la mediana edad y no había ningún nuevo heredero de inmediato. El rey fue culpado de un matrimonio bígamo ya que Arda todavía estaba viva y el Patriarca Arnulf fue depuesto. El papa Pascual II acordó reinstalarlo en 1116, siempre que anulase el matrimonio entre Balduino y Adelaida. Balduino estuvo de acuerdo después de enfermar y asumir que renunciar a su pecado de bigamia lo curaría. En 1117 la anulación se realizó en Acre, y Adelaida navegó de regreso a Sicilia.
Adelaida murió el 16 de abril de 1118 y fue enterrada en Patti. Roger II se indignó por el trato de su madre y nunca perdonó el Reino de Jerusalén. Casi treinta años después, Roger todavía se negó a ayudar a los estados cruzados durante la Segunda Cruzada. Guillermo de Tiro escribió sobre el impacto del incidente:

El hijo de Adelaida estaba enojado sin medida, porque la habían enviado de regreso. Él engendró un odio mortal contra el reino y su gente. Otros príncipes cristianos en diversas partes del mundo, ya sea por venir en persona o por regalos generosos, han amplificado nuestro infantil reino. Pero él y sus herederos en la actualidad nunca se han reconciliado con nosotros en la medida de una sola palabra amiga. Aunque pudieron haber aliviado nuestras necesidades por consejo y ayuda mucho más fácilmente que otro príncipe, sin embargo, siempre han recordado sus errores y han vengado injustamente a todo el pueblo por culpa de un solo individuo.